# Agenville
Agenville  là một xã ở tỉnh Somme, vùng Hauts-de-France, Pháp.

## Dân số
| 1962                                                    | 1968 | 1975 | 1982 | 1990 | 1999 |
| ------------------------------------------------------- | ---- | ---- | ---- | ---- | ---- |
| 99                                                      | 103  | 95   | 89   | 84   | 91   |
| Kết quả điều tra từ năm 1962, dân số không tính hai lần |      |      |      |      |      |